# Бермуди на Светском првенству у атлетици на отвореном 2015.
Бермуди су на Светском првенству у атлетици на отвореном 2015. одржаном у Пекингу од 22. до 30. августа дванаести пут. Репрезентацију Бермуда представљала су два атлетичара.,
На овом првенству Бермуди нису освојила ниједну медаљу. Није било нових националних рекорда нити других рекорда.

## Учесници
Мушкарци:
- Харолд Хјустон — 200 м
- Тајрон Смит — Скок удаљ

## Резултати

### Мушкарци
| Атлетичар      | Дисциплина | Лични рекорд       | Квалификације | Квалификације | Полуфинале           | Полуфинале           | Финале               | Финале       | Детаљи                                     |
| Атлетичар      | Дисциплина | Лични рекорд       | Резултат      | Место         | Резултат             | Место                | Резултат             | Место        | Детаљи                                     |
| -------------- | ---------- | ------------------ | ------------- | ------------- | -------------------- | -------------------- | -------------------- | ------------ | ------------------------------------------ |
| Харолд Хјустон | 200 м      | 20,42              | 20,92         | 6. у гр. 5    | Није се квалификовао | Није се квалификовао | Није се квалификовао | 44 / 54 (60) | Архивирано на веб-сајту (21. октобар 2015) |
| Тајрон Смит    | Скок удаљ  | 8,22 (-0,1 м/с) НР | 8,03 кв       | 7. у гр. Б    |                      |                      | 7,79                 | 10 / 28 (32) |                                            |